# Hopes Die Last
Gli Hopes Die Last sono un gruppo musicale post-hardcore italiano formatosi nel 2004. Dopo 12 anni di attività e diversi cambi di formazione, il 6 gennaio 2017 la band ha annunciato il suo scioglimento e la nascita degli AlphaWolves, band rock composta dai rimanenti membri Daniele Tofani, Yuri Santurri, Marco Mantovani e Danilo Menna.
Nel febbraio 2022 la band annuncia il suo ritorno sulle scene con la formazione originale.

## Formazione

### Attuale
- Daniele Tofani – voce death (2009-2017; 2023-presente)
- Marco Mantovani – chitarra (2004-2017; 2022-presente)
- Jacopo Omar Iannariello – chitarra (2004-2009; 2022-presente)
- Marco "Becko" Calanca – basso, voce melodica (2004-2015; 2022-presente)
- Ivan Panella – batteria (2004-2015; 2022-presente)

### Ex componenti
- Nicolò Arquilla – voce (2004-2008; 2022-2023)
- Luigi Magliocca – chitarra solista (2009-2017)
- Yuri Santurri – basso (2015-2017)
- Danilo Menna – batteria (2015-2017)
- Valerio "Nesko" Corsi – sintetizzatore (2013)

## Discografia

### Album in studio
- 2009 – Six Years Home
- 2012 – Trust No One
- 2023 - Once And for All

### EP
- 2005 – Aim For Tomorrow
- 2007 – Your Face Down Now
- 2013 – Wolfpack

### Singoli
- 2012 – Unleash Hell
- 2012 – Never Trust the Hazel Eyed
- 2013 – Cheaters Must Die
- 2013 – Hellbound
- 2015 – AlphaWolves
- 2022 – Silence Broken
- 2022 – Better Off Dead
- 2022 – White Eyes
- 2022 – Dead Boy
- 2022 – Follow the Leader
- 2023 – Heartless